# Nowotroick
Nowotroick (ros. Новотроицк) – miasto w Rosji (obwód orenburski), nad rzeką Ural.
Liczba mieszkańców w (2020) roku wynosiła 83 647 osób.
W mieście rozwinął się przemysł chemiczny, spożywczy oraz hutniczy.